# Кочетков, Николай Константинович
Никола́й Константи́нович Кочетко́в (1915—2005) — российский химик-органик, профессор, член-корреспондент АМН СССР, академик РАН. Известен своими работами в области химии углеводов. Герой Социалистического Труда.

## Биография
Николай Константинович Кочетков родился в Москве 18 мая (5 мая по юлианскому календарю) 1915 года. В 1932 году окончил Московский силикатный техникум. В 1932—1933 годах — старший техник центральной лаборатории стройматериалов Московского строительного треста, в 1932—1934 годах — старший лаборант Центральной заводской лаборатории Дорогомиловского химического завода им. М. В. Фрунзе. В 1934 году поступил в Московский институт тонкой химической технологии им. М. В. Ломоносова, который окончил в 1939 году.
С 1939 по 1945 годы служил в армии, участник Великой Отечественной войны, награждён орденом Отечественной Войны I степени.
После окончания войны работал ассистентом (с 1945 года), доцентом (с 1951 года), а с 1955 года — профессором кафедры органической химии химического факультета Московского государственного университета имени М. В. Ломоносова. С 1954 по 1960 год Н. К. Кочетков исполнял обязанности заведующего отделом органического синтеза Института фармакологии и химиотерапии АМН СССР, а с 1959 по 1966 годы работал в Институте химии природных соединений АН СССР в должностях заместителя директора и заведующего лабораторией химии углеводов и нуклеотидов. С 1966 по 1988 год был директором и заведующим лаборатории химии углеводов Института органической химии им. Н. Д. Зелинского АН СССР, с 1988 года — почётный директор института и научный руководитель лаборатории химии углеводов.
Умер 21 декабря 2005 года. Похоронен на Троекуровском кладбище.

## Научная и педагогическая деятельность
В 1948 году Н. К Кочетков защитил кандидатскую диссертацию по химии на тему «Исследование продуктов присоединения сулемы к производным ацетилена». В 1950 году разработал под руководством А. Н. Несмеянова методы синтеза β-хлорвинилкетонов и многих органических соединений на их основе. В 1953 году защитил докторскую диссертацию на тему «Исследование в области β-хлорвинилкетонов», в основу которой легли эти работы. В 1953 году открыл енамино-иминную таутомерию.
Основные работы Н. К. Кочеткова связаны с химией углеводов. В 1950-х годах открыл и исследовал новый тип гликозидов растительного происхождения — олигозиды. в конце 1950-х — начале 1960-х годов разрабатывал и изучал методы синтеза моносахаридов и их производных — дезоксисахаров, высших сахаров, кетодезоксиальдоновых кислот, аминосахаров, гликозидов, гликопептидов. В 1962 году им разработан способ удлинения углеродной цепи моносахаридов на два звена. Разрабатывал новые методы синтеза биологически активных моно- и полисахаридов, в частности, ортоэфирный метод (в 1965 году) и цианэтилиденовую конденсацию (в 1976 году). Н. К. Кочетков изучал также методы синтеза новых лекарственных препаратов, так в 1950-х — начале 1960-х годов им были синтезированы противотуберкулёзные, противосудорожные и противоаллергические препараты (циклосерин, хлоракон, диазолин и другие), а в 1990-х годах он разработал методы синтеза ряда антибиотиков. Н. К. Кочетков принимал участие в разработке физико-химических методов структурного анализа сложных углеводов (масс-спектрометрия, спектроскопия ЛМР с компьютерным анализом спектров). Им разработаны подходы к получению искусственных антигенов, применяющихся в качестве средств диагностики заболеваний.
Н. К. Кочетков читал курсы по органической химии, методам органической химии, теоретическим основам органической химии, химии физиологически активных веществ в МГУ и других вузах, а в 1958—1959 годах прочитал первый в МГУ курс химии нуклеиновых кислот и химии углеводов, лёгший в основу первого учебного пособия «Химия природных соединений (углеводы, нуклеотиды, стероиды, белки)». Под его руководством защищено свыше 100 кандидатских диссертаций, среди его учеников — более 25 докторов наук, в том числе Г. Б. Еляков, Э. Е. Нифантьев, Ю. С. Оводов, М. П. Коротеев, А. М. Коротеев, В. Н. Шибаев, А. Ф. Свиридов.
В 1957 году Н. К. Кочетков избран членом-корреспондентом Академии медицинских наук СССР, в 1960 году — членом-корреспондентом Академии наук СССР, а в 1979 году — действительным членом Академии наук СССР. В 1988 году он был избран иностранным членом Польской академии наук. В 1991 году Н. К. Кочетков вошёл в состав учредителей Российской академии наук.
Н. К. Кочетков был членом многих зарубежных и международных научных организаций — Химического общества Франции (с 1973 года), Международной и Европейской углеводных организаций, Международного комитета по химии углеводов (с 1965 года) и других организаций.
Н. К. Кочетков был членом редколлегий многих научных и научно-популярных изданий, в частности, ежегодника «Advances of Heterocyclic chemistry» (1963—1967), журналов «Carbohydrate research» (c 1965 года), «Химия природных соединений» (с 1965 года), «Химия и жизнь» (1968—1977), «Органическая химия» (1969—1975), «Organic mass spectrometry» (1969—1975), «Природа» (с 1971 года), «Tetrahedron» (с 1979 года), «Химия гетероциклических соединений», «Доклады Академии Наук» (с 1991 года).

## Основные труды
- Кочетков Н. К., Торгов И. В., Ботвиник М. М. Химия природных соединений (углеводы, нуклеотиды, стероиды, белки). М.: АН СССР, 1961. — 559 с.
- Кочетков Н. К., Бочков А. Ф., Дмитриев Б. А., Усов А. И., Чижов О. С., Шибаев В. Н. Химия углеводов. М.: Химия, 1967. — 674 с.
- Кочетков Н. К., Будовский Э. И., Свердлов Е. Д., Симукова Н. А., Турчинский М. Ф., Шибаев В. Н. Органическая химия нуклеиновых кислот. М.: Химия, 1970. — 718 с.
- Кочетков Н. К., Кудряшов Л. И., Членов М. А. Радиационная химия углеводов. М.: Наука, 1978. 287 с.
- Кочетков Н. К., Свиридов А. Ф., Ермоленко М. С., Яшунский Д. В., Чижов О. С. Углеводы в синтезе природных соединений. М.: Наука, 1984. — 288 с.
- Кочетков Н. К. Синтез полисахаридов. М.: Наука. 1994, 218 с.
- Кочетков Н. К. Публицистика. Научные доклады и обзоры: избранные труды. — М.: Наука, 2006. — 338 с.

### Редакторская деятельность
- История классической органической химии / И. С. Дмитриев, Г. В. Быков, В. И. Кузнецов и др.; Отв. ред. Н. К. Кочетков, Ю. И. Соловьёв; [Рос. акад. наук, Ин-т истории естествознания и техники]. — М.: Наука, 1992. — 445,[1] с. : ил.; 22 см. — (Всеобщая история химии).; ISBN 5-02-001515-6

### Воспоминания
- Записки о химии и о жизни / Н. К. Кочетков. — Москва : У Никитских ворот, 2016. — 373, [1] с., [16] л. ил., портр., факс.; 24 см; ISBN 978-5-00095-099-9 : 200 экз.

## Награды
- Герой Социалистического Труда (1985)
- Два ордена Ленина (1971, 1985)
- Орден «Знак Почёта» (1976)
- Орден Отечественной войны I степени (1985)
- Ленинская премия (1988) — за цикл работ по синтезу и строению углеводов, опубликованных в 1962—1986 годах
- Демидовская премия (1993) — за выдающиеся достижения в области химии и биологии
- Большая золотая медаль имени М. В. Ломоносова (1994)
- Золотая медаль Словацкой академии наук (1986)
- Медаль Хеуорзса Королевского химического общества Великобритании (1989)